# Kurashiki
Kurashiki (倉敷市, Kurashiki-shi) est une ville du Japon située dans la préfecture d'Okayama, à l'ouest de la ville d'Okayama. Elle est connue pour son quartier historique Bikan chiku (美観地区).

## Géographie

### Démographie

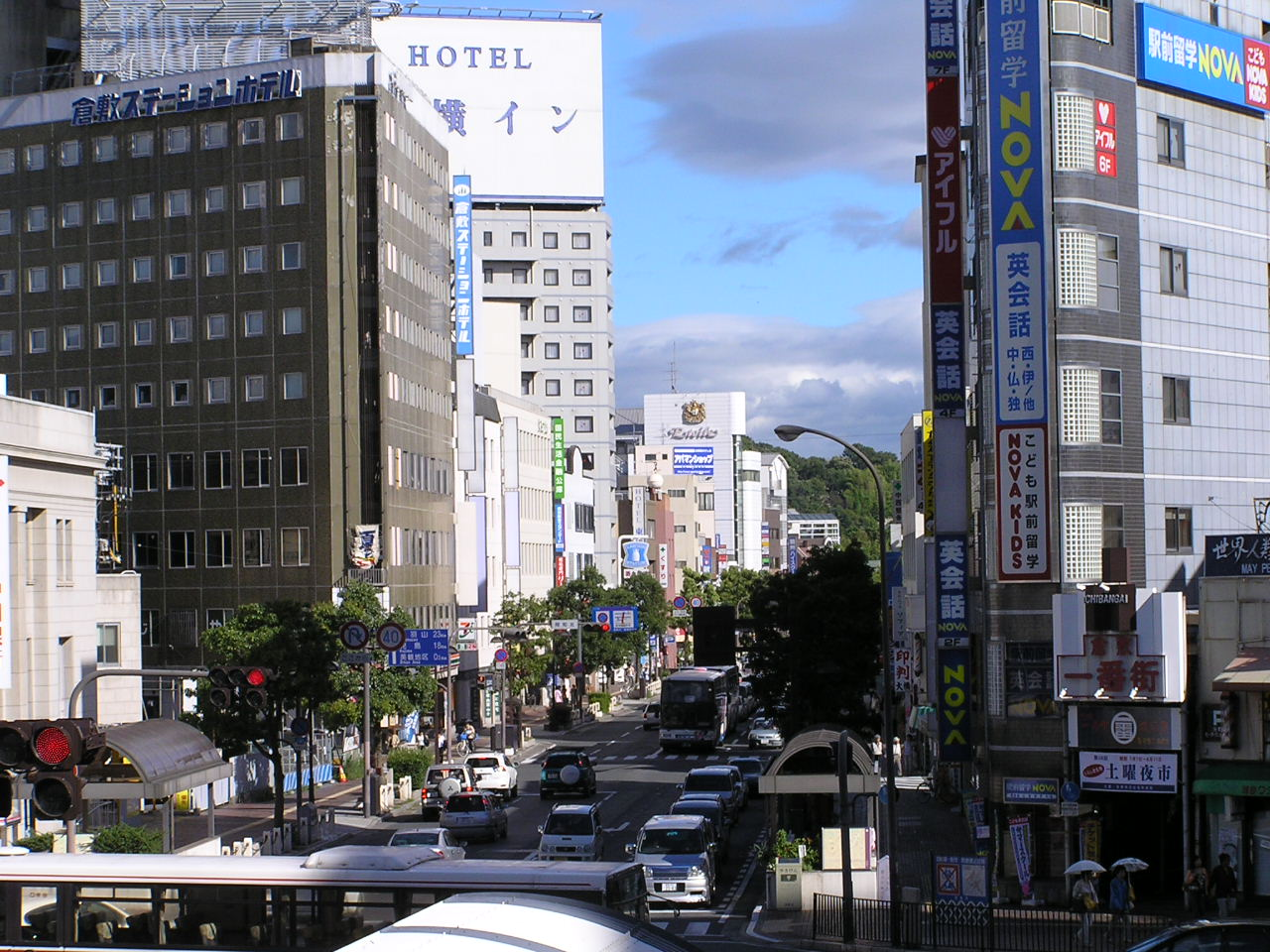
Centre-ville.

Lors du recensement national de 2010, la population de Kurashiki était de 473 392 habitants, répartis sur une superficie de 354,72 km2 (densité de population de 1 335 hab./km2).

### Topographie
Kurashiki est parsemée de collines comme le mont Tanematsu.

### Hydrographie
Kurashiki est située à l'embouchure du fleuve Takahashi.

## Histoire
Dans le passé, la ville a été le lieu d'affrontements entre le clan Taira et le clan Minamoto.
- 1866 : émeutes de Kurashiki
- 1882 : première station balnéaire du Japon à Sami
- 1891 : ouverture de la gare de Kurashiki
- 1921 : début de la production de vêtements d'étudiants
- 1er avril 1928 : fondation de la ville moderne de Kurashiki
- 1930 : ouverture du musée d'Art Ōhara
- 1975 : entrée en service du Shinkansen

## Économie
Une presse hydraulique de 50 000 tonnes de compression, la plus puissante de l'industrie japonaise, entre en service en avril 2013 à Kurashiki,.

## Transports
Kurashiki est desservie par la ligne Shinkansen Sanyō à la gare de Shin-Kurashiki. La ville est également desservie par les lignes Sanyō, Hakubi, Uno et Honshi-Bisan de la JR West, la ligne principale Mizushima de la Mizushima Rinkai Railway et la ligne Ibara de la compagnie Ibara Railway. Les principales gares sont celles de Kurashiki, Kojima et Chayamachi.

## Patrimoine culturel

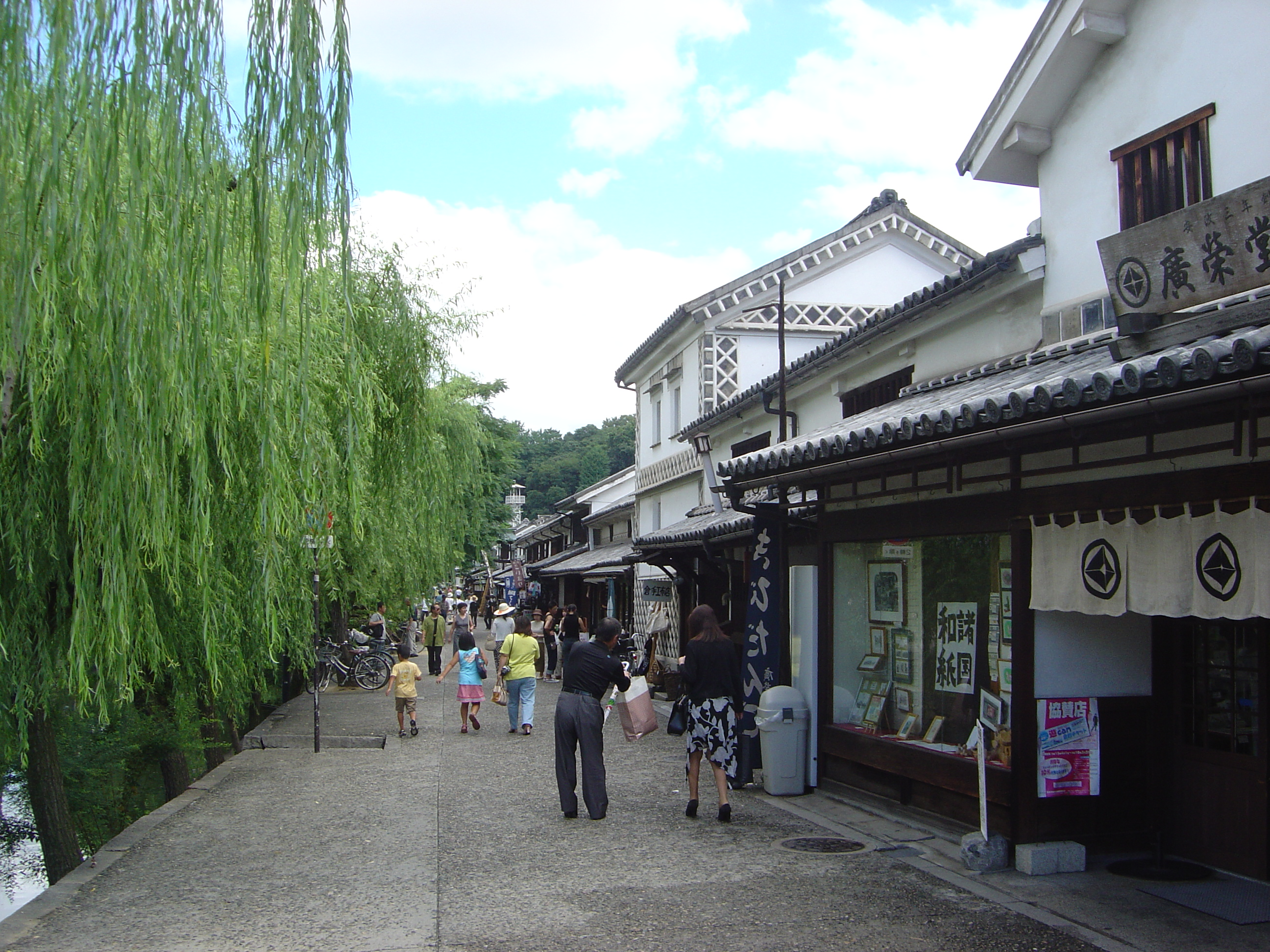
Quartier historique Bikan.

Le long d'un canal se trouve un quartier historique dont les bâtiments traditionnels, des entrepôts (principalement pour le stockage du riz) du XVIIe siècle dont les murs en bois sont peints ou bien couverts de tuiles séparées par du mortier blanc en bosse (namako-kabe). Ce quartier des marchands est appelé « Bikan ». Il y a quelques siècles, ce quartier de Kurashiki était au bord de la mer, distante, à l'époque moderne, d'une quinzaine de kilomètres. Dans ce quartier se trouve le musée d'art Ōhara, premier musée privé japonais consacré à l'art occidental. Il contient une collection de toiles impressionnistes. Dans les années 1920, Magosaburō Ōhara chargea le peintre Torajirō Kojima de rassembler des œuvres depuis l'Europe pour la collection du musée,.
Un musée d'art Mingei se trouve aussi dans le même quartier de Kurashiki.

## Specialités culinaires

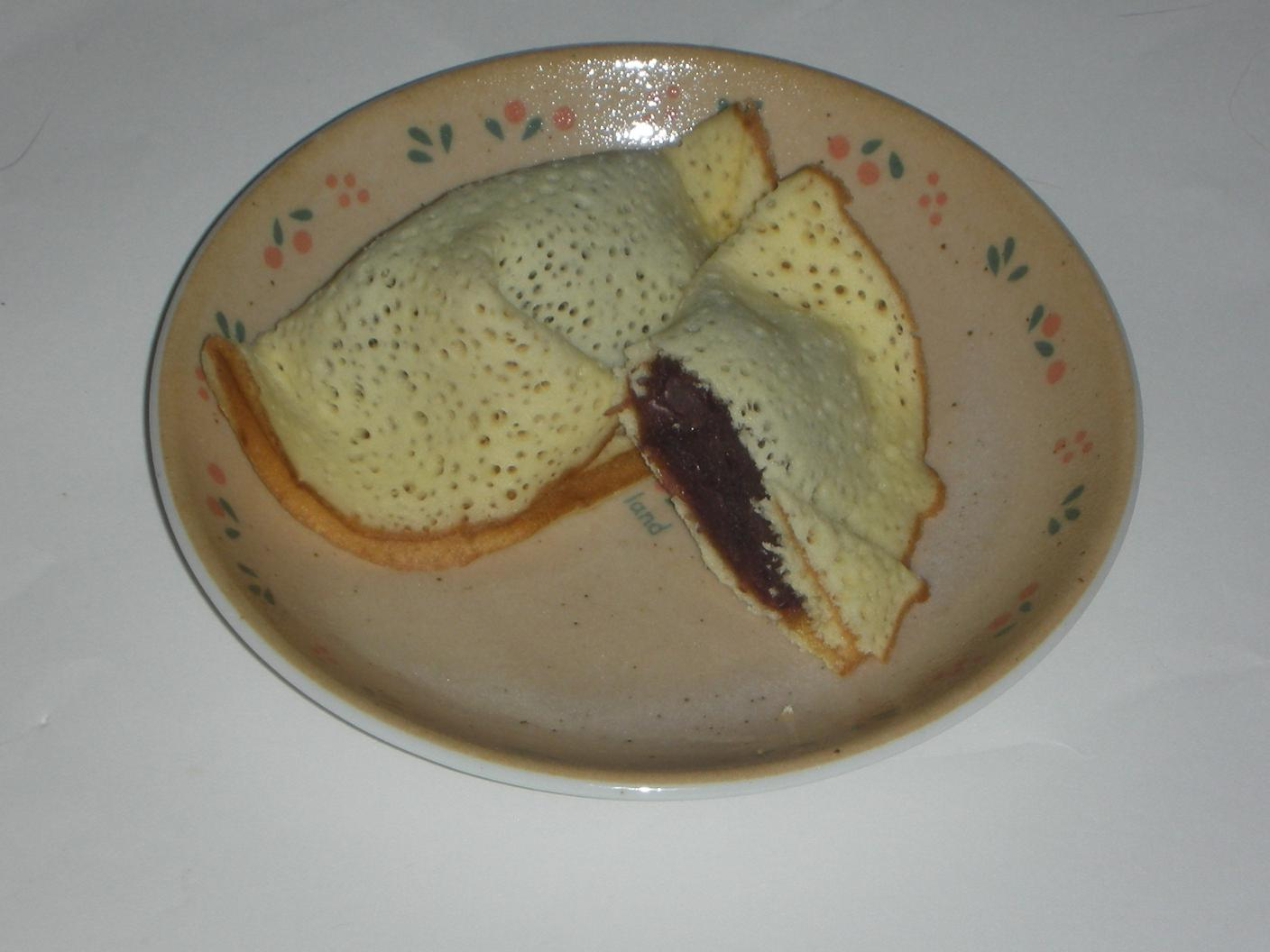
Mura-suzume

Le fujito-manjū et la crêpe à la japonaise mura-suzume sont des spécialités sucrées emblématiques de Kurashiki.

## Jumelages
- Sankt Pölten (Autriche) depuis 1957
- Kansas City (États-Unis) depuis 1972
- Christchurch (Nouvelle-Zélande) depuis 1973
- Zhenjiang (Chine) depuis 1997

## Personnalités liées à la municipalité
- Hiroshi Zota (1975-), tueur en série, est né à Kurashiki
- Toshihiro Aoyama (1986-), footballeur japonais
- Shin'ichi Saitō (1922-1994), peintre japonais, est né à Kurashiki